# Pasaporte albanés

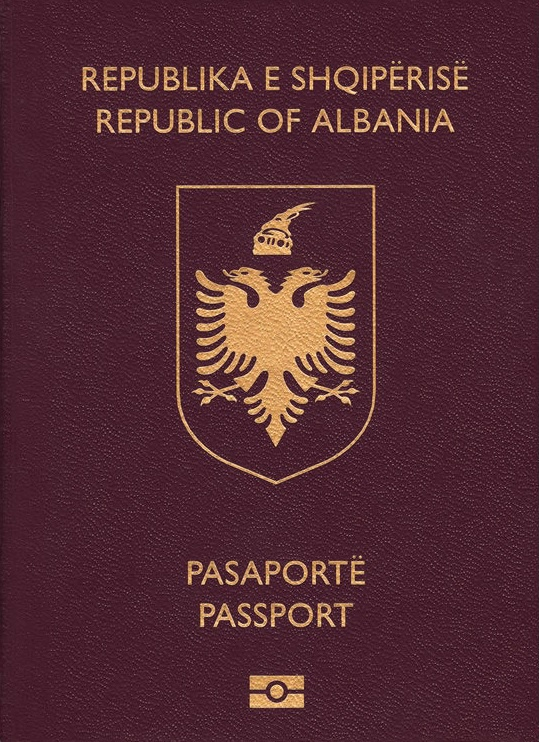
Pasaporte albanés biométrico 2009

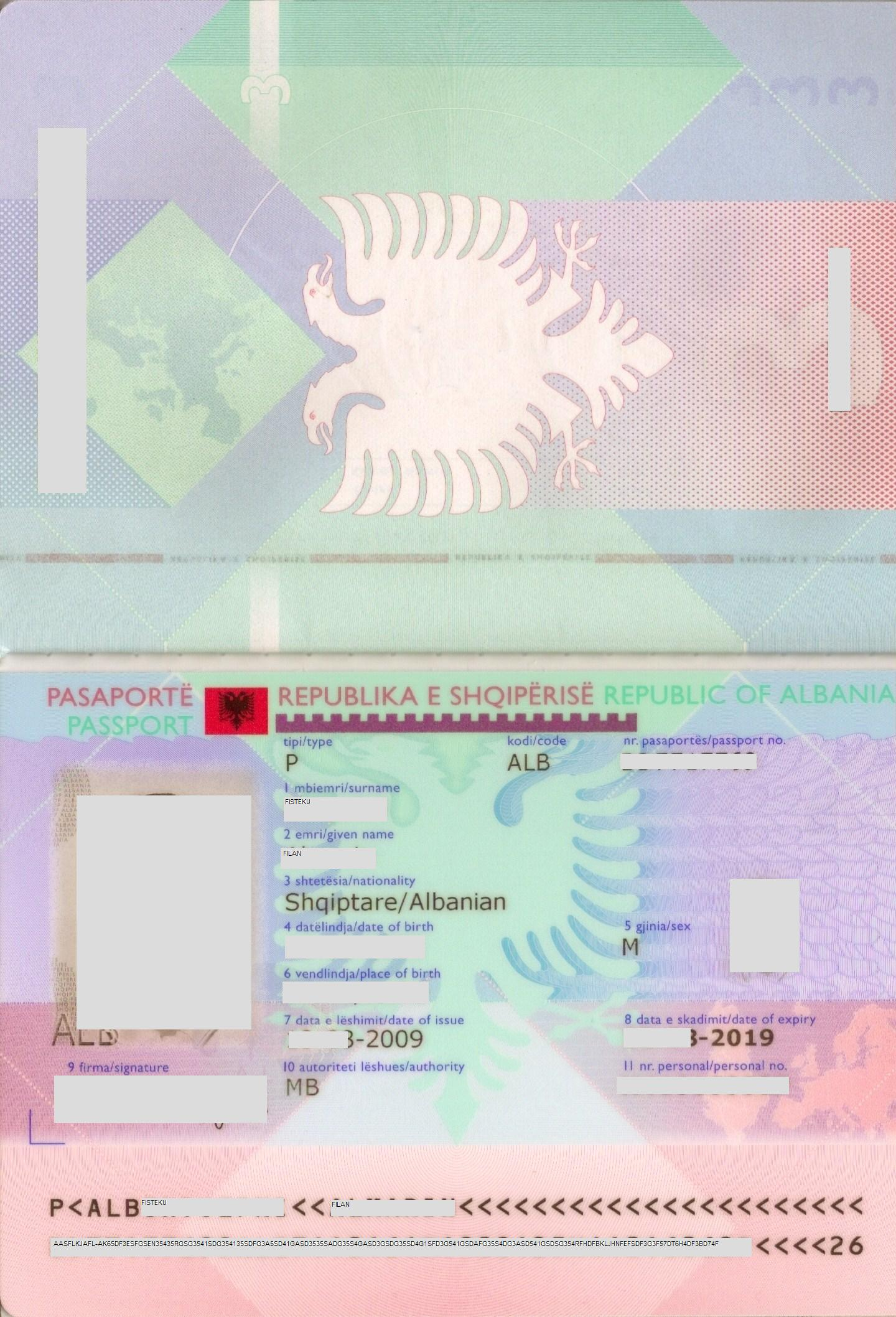
Pasaporte albanés, datos.

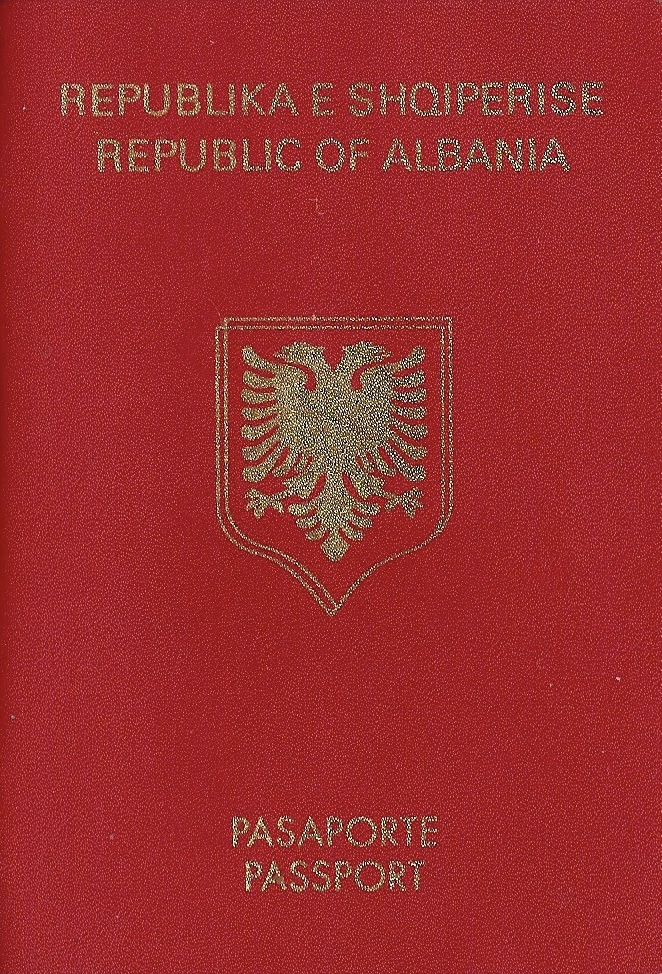
Pasaporte albanés no biométrico 2002-2010.

El Pasaporte albanés (en albanés, Pasaporta e Shqipërisë) es un documento de viaje e identidad que se expide a los ciudadanos que sean nacionales de Albania, y les permite viajar al extranjero. La autoridad responsable de expedir es el Ministerio del Interior.

## Pasaporte biométrico
A partir de 2009, el Gobierno de Albania, como parte de un proyecto más amplio para modernizar y llevar a las mejores normas internacionales, ha comenzado la emisión de pasaportes biométricos y de tarjeta de identificación biométrica de sus ciudadanos. Desde el 1 de enero de 2011, la biométrica será el único pasaporte albanés en circulación. Para obtener este pasaporte que acaba de pagar en la oficina de correos el precio de 6 mil lek (unos 50 euros) y vaya a la oficina de Registro de su municipio en el que la persona fotografiada, y se encuentran todas las huellas dactilares en forma digital, es decir, sin la uso de tinta. Los datos recogidos se envían al centro de producción en Tirana. Antes de la entrega al titular, los datos biométricos del pasaporte y el DNI electrónico es necesario que se active mediante la lectura de la huella dactilar del titular con un dispositivo especial que reconoce la correspondencia con las impresiones que están presentes en el microchip. El pasaporte es válido por 10 años.

### Apariencia
Estos pasaportes contienen un microchip incrustado en el que se almacenan los datos biométricos del titular, tales como huellas dactilares, la fotografía y firma. Los datos se extraen del chip inalámbrico con la tecnología RFID. Cuenta con excelentes estándares de seguridad y de lucha contra la falsificación. La foto se guarda en la página y se respondió a lado y es reactiva UV. El código alfanumérico en la parte inferior de la página de datos hace que sea legible, incluso con un escáner óptico. Se ha aplicado microimpresión, imágenes holográficas, las imágenes sólo visibles con luz ultravioleta, y otros detalles de filigrana. El pasaporte biométrico albanés se reúne todas las normas establecidas por la Organización de Aviación Civil Internacional. Los datos son escritos en albanés y en inglés.
- Datos: Q1265891
- Multimedia: Passports of Albania / Q1265891